# Cambs
Cambs é um município da Alemanha localizado no distrito de Ludwigslust-Parchim, estado de Mecklemburgo-Pomerânia Ocidental.
Pertence ao Amt de Ostufer Schweriner See.